# Harrier (rasa psa)
Harrier – rasa psa, należąca do grupy psów gończych, posokowców i ras pokrewnych, zaklasyfikowana do sekcji psów gończych w podsekcji psów gończych średniej wielkości. Podlega próbom pracy.

## Rys historyczny
Istnienie tej rasy jest udokumentowane od roku 1260. Powstała w wyniku krzyżowania foxhounda, greyhounda i foksteriera.

## Wygląd
Najczęściej spotykane umaszczenie to tricolor.

## Zachowanie i charakter
Żywiołowy, sympatyczny, przyzwyczajony do życia w grupie. Nie jest psem do towarzystwa.

## Użytkowość
Pies gończy wykorzystywany w polowaniach na zające i lisy.